# Avrieux
Avrieux är en kommun i departementet Savoie i regionen Auvergne-Rhône-Alpes i sydöstra Frankrike. Kommunen ligger i kantonen Modane som tillhör arrondissementet Saint-Jean-de-Maurienne. År 2022 hade Avrieux 394 invånare.

## Befolkningsutveckling
Antalet invånare i kommunen Avrieux
| Referens: INSEE |